# Fundulopanchax batesii
Fundulopanchax batesii és una espècie de peix de la família dels aploquèilids i de l'ordre dels ciprinodontiformes.

## Morfologia
Els mascles poden assolir els 9 cm de longitud total.

## Distribució geogràfica
Es troba a Àfrica: Camerun, el Gabon, República del Congo i, possiblement també, a la República Democràtica del Congo.